# Comuna de Jastków
Jastków (polaco: Gmina Jastków) é uma gminy (comuna) na Polónia, na voivodia de Lublin e no condado de Lubelski. A sede do condado é a cidade de Jastków.
De acordo com os censos de 2004, a comuna tem 11 999 habitantes, com uma densidade 105,5 hab/km².

## Área
Estende-se por uma área de 113,76 km², incluindo:
- área agricola: 86%
- área florestal: 5%

## Demografia
Dados de 30 de Junho 2004:
|                      | Total   | Total | Mulheres | Mulheres | Homens  | Homens |
| -------------------- | ------- | ----- | -------- | -------- | ------- | ------ |
|                      | pessoas | %     | pessoas  | %        | pessoas | %      |
| População            | 11 999  | 100   | 6091     | 50,8     | 5908    | 49,2   |
| Densidade (pop./km²) | 105,5   | 100   | 53,5     | 53,5     | 51,9    | 51,9   |

De acordo com dados de 2002, o rendimento médio per capita ascendia a 1171,05 zł.

## Subdivisões
- Barak, Dąbrowica, Dębówka, Jastków, Józefów, Ługów, Marysin, Miłocin, Moszenki, Moszna, Moszna-Kolonia, Natalin, Ożarów, Panieńszczyzna, Płouszowice, Płouszowice-Kolonia, Piotrawin, Sieprawice, Sługocin, Smugi, Sieprawki, Snopków, Tomaszowice, Tomaszowice-Kolonia, Wysokie.

## Comunas vizinhas
- Garbów, Konopnica, Lublin, Nałęczów, Niemce, Wojciechów